# Phasma gigas
Phasma gigas är en insektsart som först beskrevs av Carl von Linné 1758.  Phasma gigas ingår i släktet Phasma och familjen Phasmatidae. Inga underarter finns listade i Catalogue of Life.